# 安踏
安踏體育用品有限公司（港交所：2020、港交所：82020（人民幣結算）），簡稱安踏體育、安踏，是中國一家品牌運動鞋民營企業，主要設計、開發、製造及銷售運動服飾，包括「安踏」品牌的運動鞋類及服裝。2020年12月7日成為恒生指數成份股。

## 历史
公司在1994年成立，總部設在厦门与福建晉江，董事局主席兼CEO為丁世忠。
安踏體育在2007年於香港交易所上市，招股價$5.28港元，並獲美國NBA籃球隊休斯頓火箭班主莱斯利·亚历山大入股。首日上市收市價是$7.5港元，較招股價高42%。
2009年，安踏體育向百麗國際收購斐乐在中國大陸、香港及澳門的商標及業務。
2017年10月20日，安踏體育收購著名童裝品牌小笑牛(KingKow) 100%股權及有關商標擁有權，開啟兒童體育用品市場的多品牌戰略。
2018年12月7日，由安踏體育（佔57.95%）、方源資本（佔15.77%）、騰訊（佔5.63%）及加拿大瑜珈服飾品牌露露柠檬創辦人Chip Wilson私人擁有的投資公司（佔20.65%）合組的財團以每股40歐羅現金代價，斥資約46億歐羅（約408億港元）收購芬蘭體育用品商亚玛芬体育。該公司旗下持有網球拍品牌Wilson、行山鞋品牌Salomon、滑雪設備品牌Atomic、戶外用品Arc'teryx，以及運動手錶三大品牌之一Suunto等。
2019年7月17日，安踏體育宣布，正式成為良好棉花發展協會（簡稱BCI）的會員，成為首家加入該協會的中國體育用品公司。安踏將開始通過BCI採購良好棉花，該產品將於2020年第二季度推出市場。
2019年11月13日安踏體育以1.4億歐元（11.98億港元）出售間接持有的芬蘭亚玛芬体育控股公司Baseball Investment約5.2517%經濟權益，給予集團主席丁世忠、執行董事賴世賢、紅杉璟源（厦門）及Z Babylon AS Investments為首的4間公司。
2020年12月7日，安踏體育成為恒生指數成份股。
2020年12月22日亞瑪芬體育向美國互動健身平台--樂騰(Peloton), 出售健身器械品牌必確(Precor)品牌相關的資產及知識產權。
2021年3月24日，安踏體育宣布退出良好棉花發展協會，並宣稱將一直採購和使用新疆棉花。此前BCI暂停在新疆发放BCI棉花许可。
2023年1月18日，安踏集团在港交所公告了上市16年以来最大规模的人事调整：丁世忠卸任 CEO，留任董事会主席，多位核心高管的岗位、职能变动。品牌架构也随之改变，包括将多个分散在各品牌的职能权限收回集团、更换主品牌负责人和正式出海等。
2025年4月10日，安踏集团與Topgolf訂立買賣協議，以現金2.9億美元（約22.6億港元）購入在全球范围内的目标市场经营户外服饰、鞋履及装备品牌Jack Wolfskin（狼爪）业务的德國公司Callaway Germany Holdco GmbH全部股權

## 旗下品牌及分銷業務
- Anta, Anta Kids, AntapluS 100%
- KingKow 100%
- Sprandi 100%
- 亚玛芬体育 42.45%， 包括Salomon, Arc'teryx, Peak Performance, Atomic, Suunto, Wilson, Evoshield, Armada, ENVE Composites, Louisville Slugger, DeMarini, and Sports Tracker等品牌
- FILA、FILA Fusion、FILA Kids、FILA ATHLETICS：中国大陆、香港、澳門、新加坡
- DESCENTE 中国大陆，香港，澳门
- KOLON SPORT 中港澳台
- NBA中國官方市場合作夥伴及NBA授權商

### 过往持有品牌
Precor